# Hemitropía
Se llama hemitropía al agrupamiento de dos medios cristales según su eje mayor y cuyas mitades se colocan en sentido inverso, es decir, el extremo inferior del uno va a corresponder al superior del otro, y recíprocamente. 
La hemitropía puede considerarse como un cristal único dividido por su medio y en el cual se hace girar una mitad para invertirse sobre la otra. En los cristales hemítropos se presentan frecuentemente ángulos entrantes pero en algunos casos el cristal parece completo. Sin este accidente, y para reconocer la hemitropía, hay necesidad de recurrir al estudio de los cruceros o de los fenómenos ópticos.